# Gephyromantis moseri
Gephyromantis moseri är en groddjursart som först beskrevs av Frank Glaw och Miguel Vences 2002.  Gephyromantis moseri ingår i släktet Gephyromantis och familjen Mantellidae. IUCN kategoriserar arten globalt som livskraftig. Inga underarter finns listade i Catalogue of Life.